# Claude Torricini
Claude Torricini (Fort-de-France, Martinica, 7 de junio de 1930-París, 15 de febrero de 2025) fue una escultora francesa.

## Biografía
Claude Torricini nació en la localidad martiniquesa de Fort-de-France (1930). 
Desde la estatua monumental en bronce o en granito, a la pequeña figurilla en madera o en arcilla, Claude Torricini creó obras en un estilo depurado y una importante carga poética. También realizó esculturas en la técnica del bajorrelieve y modeladas. Sus esculturas de animales -ver Sculpture animalière- cobran su sentido al ocupar diferentes ambientes naturales, y están expuestas en diversos espacios verdes y plazas públicas. Su « fuente de agua potable de la grenouille» fue instalada en el barrio de La Défense 10 en Puteaux.